# 寒河江市立白岩小学校
寒河江市立白岩小学校（さがえしりつ しらいわしょうがっこう）は、山形県寒河江市にある公立小学校である。

## 概要
寒河江市西部にあり、旧国道112号六十里越街道を望む高台にある。

## 沿革
- 1874年（明治7年） - 白岩学校として洞興寺において開校[1]
- 1941年（昭和16年） - 白岩町立白岩国民学校に改称
- 1947年（昭和22年） - 白岩町立白岩小学校に改称
- 1954年（昭和29年） - 現在の寒河江市立白岩小学校に改称
- 2013年（平成25年） - 寒河江市立田代小学校が閉校により白岩小学校に統合
- 2021年（令和3年） - 寒河江市立幸生小学校が閉校により白岩小学校に統合

## 学区
陣ケ峯、新町1、新町2、新町3、中町、上町、麓下、麓中、麓上、地福田、楯、留場下、留場中、留場上、上野下、上野上、宮内、前田代下、前田代上、宮沢、行沢、葉の木

## 児童数
| 年度 | 男子 | 女子 | 計  |
| ---- | ---- | ---- | --- |
| 2012 | 57   | 53   | 110 |

## 卒業後
- 陵西中学校へ進学する。

## 交通
- JR左沢線寒河江駅下車。寒河江駅より西川町路線バス間沢（月山銘水館）行で白岩バス停下車。